# رئیس (فیلم ۲۰۱۷)
رئیس (به هندی: raees) (به انگلیسی: Rich) فیلمی محصول سال ۲۰۱۷  به کارگردانی راهول دولاکیا است. در این فیلم بازیگرانی همچون شاهرخ خان، نوازالدین صدیقی، ماهیرا خان، محمد زیشان ایوب، شبا چادها، جایدیپ اهلاوات ایفای نقش کرده‌اند.

## خلاصه داستان
گجرات شهری در هند است که تجارت مشروبات الکلی در آن ممنوع می‌باشد اما با این حال به علت وجود پلیس‌های نالایق این تجارت بسیار پر سود است… در این بین فردی به نام رئیس(شاهرخ خان) که از بچگی برای تاجران الکل کار می‌کرده تصمیم می‌گیرد به‌طور مستقل تجارت خود را شروع کند… از طرفی افسر پلیسی به نام مجمودار (نوازالدین صدیقی) که پلیسی بسیار وظیفه‌شناس است اقدام به مبارزه با افسران رشوه بگیر و فاسد و تاجران می‌کند… رئیس با هوش و ذکاوت فراوان خود پیشرفت بسیار زیادی در زمینهٔ تجارت می‌کند و رفته رفته به یکی از بزرگترین تاجران تبدیل می‌شود… او در این بین با دختر مورد علاقه‌اش ازدواج می‌کند و به خاطر قلب مهربانش به مردم فقیر و گرسنه کمک می‌کند… اما مجمودار که در صدد دستگیری اوست حمل و نقل مشروبات الکلی را بسیار محدود می‌کند و کسب و کار رئیس برای مدتی محدود می‌شود و او برای رهایی از مشکلات مالی از دوست قدیمی اش به نام موسی درخواست می‌کند تا مسئولیت حمل محموله‌ای از شمش‌های طلا را برعهده بگیرد موسی هم قبول می‌کند… اما رئیس از این موضوع اطلاع نداشت که مابین شمش‌های طلا بسته‌های مواد منفجره قرار دارند… پس از انتقال محموله افرادی ناشناس با استفاده از مواد منفجره چندین شهر را به آتش می‌کشند… رئیس که خود را مسئول کشتار مردم می‌داند همسر و فرزند خود را در مکانی امن می‌گذارد و سپس دوستش موسی را می‌کشد و خود را تسلیم پلیس می‌کند و در نهایت مجمودار او را می‌کشد.

## بازدید در توییتر
آگهی تلویزیونی فیلم پرانتظار «رئیس» شاهرخ خان با عبور از ۱۱ میلیون بازدید در توییتر رکوردی فوق‌العاده را برای خود ثبت نمود.